# Шошма (деревня)
 Шошма — деревня в Яранском районе Кировской области в составе Опытнопольского сельского поселения.
в Яранском районе Кировской области России. Входит в состав Опытнопольского сельского поселения.

## География
Деревня находится в юго-западной части Кировской области, в зоне хвойно-широколиственных лесов, на берегу реки Шошма, при автодороге Р176, на расстоянии приблизительно 8 километров (по прямой) к северу от города Яранска, административного центра района.

### Климат
Климат характеризуется как умеренно континентальный, с умеренно холодной снежной зимой и тёплым летом. Среднегодовая температура — 2 — 2,3 °C. Средняя температура воздуха самого холодного месяца (января) составляет −13,6 °C (абсолютный минимум — −46 °С); самого тёплого месяца (июля) — 18,3 °C (абсолютный максимум — 37 °С). Безморозный период длится в течение 117 дней. Годовое количество атмосферных осадков — 639 мм, из которых 405 мм выпадает в период с апреля по октябрь. Снежный покров держится в течение 162 дней.

## История
Известна с 1710 года.

## Население
| 2010 |
| ---- |
| 3    |

### Национальный состав
Согласно результатам переписи 2002 года, в национальной структуре населения русские составляли 83 % из 6 человек.

### Историческая численность населения
В 1748 учтено 50 душ мужского пола, в 1802 29 дворов ясашных крестьян (то есть нерусских). В 1873 году здесь (деревня Шошминская) дворов 11 и жителей 115, в 1905 (уже Шошма) 24 и 147, в 1926 27 и 132, в 1950 24 и 81, в 1989 9 жителей, 6 человек в 2002 году, 3 в 2010.

## Инфраструктура
Личное подсобное хозяйство с зоной сельскохозяйственного использования, индивидуальная застройка усадебного типа.
Основа экономики — сельское хозяйство.

## Транспорт
Деревня доступна автотранспортом.  